# Regering-De Mûelenaere
De regering-De Mûelenaere (26 juli 1831 - 17 september 1832) was een Belgische Unionistisch regering. Ze kwam enkele dagen na de troonsbestijging van koning Leopold I aan de macht en werd opgevolgd door de regering-Goblet-Lebeau.

## Verloop
Na het ontslag van Joseph Lebeau kreeg de katholiek Felix de Mûelenaere op 24 juli 1831 van de pas geïnstalleerde koning Leopold I de opdracht om een regering te vormen. Op 26 juli 1831 was hij klaar met deze opdracht.
In augustus 1831 werd deze regering geconfronteerd met de Tiendaagse Veldtocht, waarbij Nederland België binnenviel. De regering toonde echter weinig daadkracht en schatte het Belgische Leger sterker in dan het in feite was. Uiteindelijk moesten de Fransen België te hulp schieten. Minister van Oorlog Amédée de Failly kreeg verwijten van incompetentie en slordigheid toegestuurd en werd tot ontslag gedwongen.
Door deze moeilijkheden moesten er nieuwe onderhandelingen komen met de grootmachten. In oktober 1831 kwam er een akkoord, het Verdrag der XXIV Artikelen, waarbij België grondgebied moest afstaan aan Nederland. Ondanks hevige oppositie keurde het parlement het verdrag goed en ondertekende het op 15 november 1831 tegen zijn zin het verdrag. Na onenigheden met de grootmachten over het verdrag nam de Muelenaere op 17 september 1832 uiteindelijk ontslag als voorzitter van de ministerraad.

### Maatregelen
- Aanleg spoorlijn van Antwerpen naar Wezet.
- Belangrijke lening afgesloten met de Londense bankier Nathan Rotschild dat de pas opgerichte Belgische staat redde van een vroegtijdige ondergang.
- Eerste wet op de rechterlijke organisatie.
- Openbare Veiligeheid en het gevangeniswezen ondergebracht bij de minister van Justitie.
- Oprichting van de Leopoldsorde.

## Samenstelling
De regering telde aanvankelijk vijf ministers.
| Ambtsbekleder                          | Ambtsbekleder                        | Ambtsbekleder                               | Functie                                | Termijn                             | Partij            |
| -------------------------------------- | ------------------------------------ | ------------------------------------------- | -------------------------------------- | ----------------------------------- | ----------------- |
|                                        |                                      | Felix de Mûelenaere (1793-1862)             | Minister Buitenlandse Zaken            | 24 juli 1831 - 12 november 1831     | Katholiek         |
| Minister ad interim Buitenlandse Zaken | 12 november 1831 - 17 september 1832 | Felix de Mûelenaere (1793-1862)             |                                        |                                     | Katholiek         |
|                                        |                                      | Jean Raikem (1787-1875)                     | Minister Justitie                      | 24 juli 1831 - 20 oktober 1832      | Katholiek         |
|                                        |                                      | Etienne de Sauvage (1789-1867)              | Minister Binnenlandse Zaken            | 24 juli 1831 - 3 augustus 1831      | Liberaal          |
|                                        |                                      | Jacques Coghen (1791-1858)                  | Minister Financiën                     | 24 juli 1831 - 20 oktober 1832      | Liberaal          |
|                                        |                                      | Amédée de Failly (1789-1853)                | Minister Oorlog                        | 24 juli 1831 - 16 augustus 1831     | extraparlementair |
|                                        |                                      | Charles de Brouckère (1796-1860)            | Minister Binnenlandse Zaken            | 3 augustus 1831 - 16 augustus 1831  | Liberaal          |
| Minister Oorlog                        | 16 augustus 1831 - 15 maart 1832     | Charles de Brouckère (1796-1860)            |                                        |                                     | Liberaal          |
|                                        |                                      | Joseph Lebeau (1794-1865)                   | Lid van de Ministerraad                | 4 augustus 1831 - 22 augustus 1831  | Liberaal          |
|                                        |                                      | Théodore Teichmann (1788-1867)              | Minister ad interim Binnenlandse Zaken | 16 augustus 1831 - 12 november 1831 | extraparlementair |
|                                        |                                      | Isidore Fallon (1780-1861)                  | Minister Binnenlandse Zaken            | 12 november 1831 - 21 november 1831 | Katholiek         |
|                                        |                                      | Félix de Mérode (1791-1857)                 | Lid van de Ministerraad                | 12 november 1831 - 20 oktober 1832  | Katholieken       |
| Minister ad interim Oorlog             | 15 maart 1832 - 20 mei 1832          | Félix de Mérode (1791-1857)                 |                                        |                                     | Katholieken       |
|                                        |                                      | Barthélemy de Theux de Meylandt (1794-1874) | Lid van de Ministerraad                | 12 november 1831 - 30 december 1831 | Katholiek         |
| Minister ad interim Binnenlandse Zaken | 21 november 1831 - 30 december 1831  | Barthélemy de Theux de Meylandt (1794-1874) |                                        |                                     | Katholiek         |
| Minister Binnenlandse Zaken            | 30 december 1831 - 20 oktober 1832   | Barthélemy de Theux de Meylandt (1794-1874) |                                        |                                     | Katholiek         |
|                                        |                                      | Louis Evain (1775-1852)                     | Minister-Directeur Oorlog              | 20 mei 1832 - 20 oktober 1832       | extraparlementair |
|                                        |                                      | Albert Goblet d'Alviella (1790-1873)        | Minister ad interim Buitenlandse Zaken | 17 september 1832 - 20 oktober 1832 | Liberaal          |

### Herschikkingen
- Op 3 augustus 1831 neemt Etienne de Sauvage ontslag als minister van Binnenlandse Zaken en wordt opgevolgd door Charles de Brouckère.
- Op 4 augustus 1831 wordt Joseph Lebeau lid van de ministerraad.
- Op 16 augustus 1831 neemt Charles de Brouckère ontslag als minister van Binnenlandse Zaken en wordt ad interim opgevolgd door Théodore Teichmann. Ook Amédée de Failly neemt ontslag als minister van Oorlog en wordt opgevolgd door Charles de Brouckère.
- Op 22 augustus 1831 neemt Joseph Lebeau ontslag als lid van de ministerraad.
- Op 12 november 1831 wordt Isidore Fallon minister van Binnenlandse Zaken en worden Félix de Mérode en Barthélémy de Theux de Meylandt leden van de ministerraad.
- Op 21 november 1831 neemt Isidore Fallon ontslag als minister van Binnenlandse Zaken en wordt ad interim opgevolgd door Barthélémy de Theux de Meylandt.
- Op 15 maart 1832 neemt Charles de Brouckère ontslag als minister van Oorlog en wordt opgevolgd door Félix de Mérode.
- Op 20 mei 1832 neemt Félix de Mérode ontslag als minister van Oorlog en wordt opgevolgd door Louis Evain.
- Op 17 september 1832 neemt Felix de Mûelenaere ontslag als minister van Buitenlandse Zaken en wordt ad interim opgevolgd door Albert Goblet d'Alviella.